# Can't Fight This Feeling
Can't Fight This Feeling is een nummer van de Amerikaanse rockband REO Speedwagon uit 1985. Het is de tweede single van hun elfde studioalbum Wheels Are Turnin.
Het nummer gaat over een man die verliefd wordt op een vriendin die hij al jaren kent. In hun thuisland bereikte de band de nummer 1-positie van de Amerikaanse Billboard Hot 100 en in het Verenigd Koninkrijk bereikte de single de 16e positie van de UK Singles Chart. In Nederland werd de single wel eens ten gehore gebracht op Hilversum 3 maar wist de Nederlandse Top 40, Nationale Hitparade en de TROS Top 50 niet te bereiken. Ook in België werden de Vlaamse Ultratop 50 en de Radio 2 Top 30 niet bereikt.
"Can't Fight This Feeling" werd in 2016 en 2017 gebruikt in reclames voor het kattenvoermerk Sheba. In 2019 werd een cover van het nummer uitgebracht als single door de Britse band Bastille.